# 1955 în literatură
- 1954 în literatură — 1955 în literatură — 1956 în literatură

Anul 1955 în literatură a implicat o serie de evenimente și cărți noi semnificative. 

## Cărți noi
- Kingsley Amis - That Uncertain Feeling
- Isaac Asimov
  - The End of Eternity (Sfârșitul eternității)
  - The Martian Way and Other Stories (Calea marțiană)
- Leigh Brackett  - The Long Tomorrow
- Ray Bradbury  - The October Country
- John Dickson Carr - Captain Cut-Throat
- Agatha Christie - Hickory Dickory Dock
- Arthur C. Clarke - Earthlight
- Thomas B. Costain - The Tontine
- Gertrude Crampton - Scuffy the Tugboat
- Patrick Dennis - Auntie Mame
- J. P. Donleavy - The Ginger Man
- Ian Fleming - Moonraker
- Franquin - La corne de rhinocéros
- William Gaddis - The Recognitions
- William Golding - The Inheritors
- Graham Greene - The Quiet American
- Henri René Guieu
  - L'Agonie du Verre
  - Commandos de l'Espace
- Robert A. Heinlein - Tunnel in the Sky
- Frank Herbert - The Dragon in the Sea
- Georgette Heyer - Bath Tangle
- Patricia Highsmith - The Talented Mr. Ripley
- Robert E. Howard și L. Sprague de Camp - Tales of Conan
- Mac Hyman - No Time for Sergeants
- Aldous Huxley - The Genius and the Goddess
- MacKinlay Kantor - Andersonville
- Nikos Kazantzakis - ediția greacă a Patimilor lui Chrisots (Ο Τελευταίος Πειρασμός)
- Yasar Kemal - Memed, My Hawk
- C. S. Lewis - The Magician's Nephew
- Alistair Maclean - HMS Ulysses
- Gabriel García Márquez - Relato de un náufrago
- J. J. Marric's - Gideon's Day
- Brian Moore -The Lonely Passion of Judith Hearne
- Vladimir Nabokov - Lolita
- Flannery O'Connor
  - Good Country People
  - A Good Man Is Hard To Find
- Marco Denevi - Rosaura a las 10
- John O'Hara - Ten North Frederick
- Anthony Powell - The Acceptance World
- Marin Preda - Moromeții, vol. I
- Barbara Pym - Less than Angels
- Robert Ruark - Something of Value
- Juan Rulfo - Pedro Paramo
- Françoise Sagan - Bonjour Tristesse
- Isaac Bashevis Singer - Satan in Goray
- Thomas Sterling - The Evil of the Day
- Rex Stout - Before Midnight
- Morton Thompson - Not As a Stranger
- J. R. R. Tolkien - Stăpânul inelelor : Întoarcerea regelui
- Patrick White - The Tree of Man
- Leonard Wibberley - The Mouse That Roared
- Sloan Wilson - The Man in the Gray Flannel Suit
- Herman Wouk - Marjorie Morningstar
- John Wyndham - The Chrysalids

## Premii
- Premiul Nobel pentru Literatură: